# علاء غرام
علاء غرام من مواليد 24 يوليو 2001 هو لاعب كرة قدم تونسي محترف يلعب كمدافع مركزي لنادي شاختار دونيتسك في الدوري الأوكراني الممتاز ومنتخب تونس.

## أول حياته
ولد غرام في صفاقس بتونس. ثم انضم كلاعب شاب إلى أكاديمية الشباب التابعة لنادي صفاقس للسكك الحديدية الرياضية.

## المسيرة الكروية
بدأ غرام مسيرته الكروية مع النادي الصفاقسي التونسي. لكن في عام 2021 أصيب بتمزق في الرباط الصليبي مما اضطره إلى الخضوع لعملية جراحية. وفي ذلك العام جُدد عقده أيضًا حتى يونيو 2024. أما في عام 2022 فقد تلقى اهتمامًا من فريق قطري. وفي عام 2023 تلقى اهتمامًا من أندية في فرنسا.

### شاختار دونيتسك
انتقل غرام إلى بطل الدوري الأوكراني الممتاز نادي شاختار دونيتسك في 26 يونيو 2024 وذلك بتوقيع عقد لمدة خمس سنوات.

## المسيرة الدولية
استدعي غرام لأول مرة إلى تشكيلة المنتخب التونسي خلال بطولة كأس كيرين لكرة القدم في اليابان ولم يشارك في أي من المباراتين. لكنه شارك لأول مرة مع تونس كبديل في وقت متأخر من مباراة الفوز على ليبيا التي كانت نتيجتها 1-0 في تصفيات كأس الأمم الأفريقية 2023 وذلك في 28 مارس 2023 في بنغازي.

## إحصائيات المهنة

### النادي
آخر تحديث 1 مارس 2025
.
| النادي         | الموسم       | الدوري                    | الدوري    | الدوري  | الكأس     | الكأس   | القارة    | القارة  | غيرها     | غيرها   | إجمالي    | إجمالي  |
| النادي         | الموسم       | القسم                     | التطبيقات | الأهداف | التطبيقات | الأهداف | التطبيقات | الأهداف | التطبيقات | الأهداف | التطبيقات | الأهداف |
| -------------- | ------------ | ------------------------- | --------- | ------- | --------- | ------- | --------- | ------- | --------- | ------- | --------- | ------- |
| ك.س. سافاكسين  | 2018–19      | اللعبة التونسية المهنية 1 | 6         | 0       | 2         | 0       | 0         | 0       | -         | -       | 8         | 0       |
| ك.س. سافاكسين  | 2019–20      | اللعبة التونسية المهنية 1 | 4         | 0       | 0         | 0       | 1         | 0       | -         | -       | 5         | 0       |
| ك.س. سافاكسين  | 2020–21      | اللعبة التونسية المهنية 1 | 3         | 0       | 0         | 0       | 2         | 0       | -         | -       | 5         | 0       |
| ك.س. سافاكسين  | 2021–22      | اللعبة التونسية المهنية 1 | 17        | 0       | 2         | 0       | 10        | 0       | 1         | 0       | 30        | 0       |
| ك.س. سافاكسين  | 2022–23      | اللعبة التونسية المهنية 1 | 26        | 1       | 3         | 0       | 4         | 0       | -         | -       | 33        | 1       |
| ك.س. سافاكسين  | 2023–24      | اللعبة التونسية المهنية 1 | 16        | 4       | 1         | 0       | -         | -       | 3         | 0       | 20        | 4       |
| ك.س. سافاكسين  | إجمالي       | إجمالي                    | 72        | 5       | 8         | 0       | 17        | 0       | 4         | 0       | 101       | 5       |
| شاكتار دونيتسك | 2024–25      | الدوري الأوكراني الأول    | 8         | 0       | 3         | 0       | 2         | 0       | 0         | 0       | 13        | 0       |
| إجمالي المهن   | إجمالي المهن | إجمالي المهن              | 75        | 5       | 8         | 0       | 19        | 0       | 4         | 0       | 114       | 5       |

1. ↑  المشاركات في كأس الاتحاد الأفريقي لكرة القدم
2. ↑  الظهور في دوري أبطال إفريقيا
3. ↑  المشاركات في كأس الاتحاد الأفريقي لكرة القدم
4. ↑  الظهور في كأس السوبر التونسي
5. ↑  المشاركات في كأس الاتحاد الأفريقي لكرة القدم
6. ↑  المشاركات في كأس العرب للأندية الأبطال
7. ↑  الظهور في دوري أبطال أوروبا

### دولياً
آخر تحديث 26 مارس 2024
.
| المنتخب الوطني  | سنة           | التطبيقات | الأهداف |
| --------------- | ------------- | --------- | ------- |
| تونس تحت 20 سنة | 2020          | 5         | 0       |
| تونس تحت 20 سنة | 2021          | 2         | 0       |
| تونس تحت 20 سنة | المجموع       | 7         | 0       |
| تونس            | 2023          | 2         | 0       |
| تونس            | 2024          | 1         | 0       |
| تونس            | المجموع       | 3         | 0       |
| إجمالي المهنة   | إجمالي المهنة | 10        | 0       |

## أسلوب اللعب
علاء غرام يمكنه اللعب في عدة مواقع دفاعية كلاعب خط وسط دفاعي أو كمدافع محوري وهو معروف بـ"روحه القتالية العالية".

## الأوسمة
النادي الصفاقسي
- كأس تونس: 2018–19 و2020–21 [الإنجليزية] و2021–22

تونس
- كأس كيرين لكرة القدم: 2022 [الإنجليزية]

شاختار دونيتسك
- كأس أوكرانيا: 2024–25 [الإنجليزية][11]

## روابط خارجية
- علاء غرام  على سكروي